# Tour de France 2007/16. Etappe
| Etappe 16                          |                    |                         |
| Ergebnis der 16. Etappe            |                    |                         |
| Etappensieger                      | Michael Rasmussen  | 6:23:21 h (34,199 km/h) |
| Zweiter                            | Levi Leipheimer    | + 0:24 min              |
| Dritter                            | Alberto Contador   | + 0:35 min              |
| Vierter                            | Cadel Evans        | + 0:43 min              |
| Fünfter                            | Mauricio Soler     | + 1:25 min              |
| Sechster                           | Haimar Zubeldia    | + 1:52 min              |
| Siebter                            | Juan José Cobo     | + 1:54 min              |
| Achter                             | Carlos Sastre      | + 2:12 min              |
| Neunter                            | Óscar Pereiro      | + 2:27 min              |
| Zehnter                            | Alejandro Valverde | gl. Zeit                |
| Kämpferischster Fahrer             | Mauricio Soler     | Mauricio Soler          |
| Zwischenstände nach der 16. Etappe |                    |                         |
| Gelbes Trikot                      | Michael Rasmussen  | 76:15:15 h              |
| Zweiter                            | Alberto Contador   | + 3:10 min              |
| Dritter                            | Cadel Evans        | + 5:03 min              |
| Grünes Trikot                      | Tom Boonen         | 195 P.                  |
| Zweiter                            | Robert Hunter      | 175 P.                  |
| Dritter                            | Erik Zabel         | 174 P.                  |
| Gepunktetes Trikot                 | Mauricio Soler     | 206 P.                  |
| Zweiter                            | Michael Rasmussen  | 196 P.                  |
| Dritter                            | Alberto Contador   | 128 P.                  |
| Weißes Trikot                      | Alberto Contador   | 76:18:25 h              |
| Zweiter                            | Mauricio Soler     | + 13:31 min             |
| Dritter                            | Amets Txurruka     | + 45:54 min             |
| Teamwertung                        | Discovery Channel  | 229:09:32 h             |
| Zweiter                            | Caisse d’Epargne   | + 16:48 min             |
| Dritter                            | Team CSC           | + 25:01 min             |

Die 16. Etappe der Tour de France 2007 am 25. Juli war 218,5 Kilometer lang und führte die Fahrer von Orthez zuerst durch die südwestliche Region Aquitaine, genauer durch das Département Pyrénées-Atlantiques, über die Pyrenäen in die nordspanische Provinz Navarra und von dort zurück durch das Departement Pyrénées-Atlantiques auf den Col d’Aubisque oberhalb des Wintersportorts Gourette. Die siebte und zugleich letzte Bergetappe der Tour wies insgesamt fünf Bergwertungen auf, darunter, mit dem Port de Larrau und dem Schlussanstieg zum Col d'Aubisque, zwei Berge der höchsten Kategorie (HC).
Nachdem das gesamte Team Astana aufgrund des positiven Dopingbefundes bei Alexander Winokurow nach der 13. und auch 15. Etappe am vorangegangenen Ruhetag auf Druck der Organisatoren aus der Rundfahrt ausgestiegen war, nahmen nur noch 20 Mannschaften am Rennen teil. Bereits am fiktiven Start in Orthez verweigerten die Fahrer der sechs französischen Mannschaften ag2r Prévoyance, Agritubel, Crédit Agricole, Cofidis, Bouygues Télécom und Française des Jeux, sowie der zwei deutschen Mannschaften Gerolsteiner und T-Mobile die Weiterfahrt und blieben aus Protest zunächst stehen, fuhren jedoch dann auch los, nachdem das restliche Peloton die Aktion ignoriert hatte.
Nach dem reellen Start, der sich 2,9 Kilometer vom fiktiven Start entfernt befand, setzte sich bei Rennkilometer 8 Stéphane Augé mit einer Attacke ab, dem wenig später Vicente García Acosta, Gorka Verdugo und Christophe Rinero folgten. Sie setzten sich schnell vom Hauptfeld ab, da dieses das Tempo zunächst nicht erhöhte. Erst als der Vorsprung des Quartetts auf 8:25 Minuten nach 27 gefahrenen Kilometern angewachsen war, machte das Team Barloworld im Hauptfeld das Tempo und kontrollierte den Abstand.
Im Anstieg zum Port de Larrau, der zum zweiten Mal seit 1996 im Rahmen einer Tour-Etappe in Angriff genommen wurde, griff dann der Kolumbianer Mauricio Soler im Hauptfeld an und bildete gemeinsam mit Carlos Sastre und Amets Txurruka eine dreiköpfige Verfolgergruppe. Während Txurruka jedoch nach kurzer Zeit zurückfiel, konnte Iban Mayo aufschließen. In der Führungsgruppe hatten sich inzwischen Verdugo und García Acosta von ihren Kontrahenten lösen können und erreichten den Gipfel mit 25 Sekunden Vorsprung auf Rinero und Augé. Dahinter folgte mit 3:05 Minuten das Verfolgertrio und mit 4:35 Minuten das Hauptfeld um den Führenden in der Gesamtwertung Michael Rasmussen.
In der Abfahrt, die die Fahrer über die Grenze nach Spanien führte, verloren Rinero und Augé weiter Zeit auf die Führenden, während die dahinterliegende Gruppe näher kam und schließlich im Anstieg zum Alto Laza aufschloss. Die fünf Verfolger kamen mit einem Rückstand von zwei Minuten auf das Führungsduo auf dem Kulminationspunkt an, das Hauptfeld folgte mit 5:40 Minuten Rückstand. Die Abfahrt und das sich anschließende Überführungsstück zum Fuß des Col de la Pierre Saint-Martin nutzten die Verfolger dazu bei Rennkilometer 110 zu den Führenden aufzuschließen, und auch das Hauptfeld verkürzte den Rückstand auf nur noch etwa vier Minuten. Im Anstieg fielen Rinero und Augé als erste der Führenden zurück. Das Führungsquintett überfuhr geschlossen, unter der alleinigen Tempoarbeit von Sastre, den Gipfel mit inzwischen wieder 4:55 Minuten Vorsprung auf das Feld.
Vicente García Acosta war in den ersten Kehren des Col de Marie-Blanque der nächste Fahrer der Spitzengruppe, der seine Kontrahenten ziehen lassen musste. Dahinter forcierte das Hauptfeld unter der Führung der Rabobank-Mannschaft langsam das Tempo. Schließlich erreichte eine 15-köpfige Verfolgergruppe um Rasmussen den Kulminationspunkt mit 2:20 Minuten Rückstand, die in der sich anschließenden Abfahrt den Rückstand noch einmal verkleinerte.
Bis zum Beginn des Schlussanstiegs auf den Col d'Aubisque, 16,7 Kilometer vor dem Ziel, war der Vorsprung der Ausreißer auf 42 Sekunden zusammengeschmolzen. Nachdem Verdugo schnell den Anschluss verloren hatte, erhöhte Sastre nach zwei Kilometern im Anstieg als Erster das Tempo, worauf Soler sowohl Sastre als auch Mayo ziehen lassen musste. Die Verfolgergruppe, die, nachdem sie Soler überholt hatte, auf fünf Fahrer geschrumpft war, holte das verbliebene Ausreißerduo 9,5 Kilometer vor dem Ziel ein. Nach dem Zusammenschluss griff Levi Leipheimer an, dem nur noch Michael Rasmussen, Alberto Contador und Cadel Evans folgen konnten. Die folgenden Attacken von Contador und Leipheimer konnte Rasmussen zunächst parieren, doch als Contador ein weiteres Mal attackierte, fiel Leipheimer zurück, worauf ein Angriff von Rasmussen folgte, der aber keine weitere Selektion herbeiführte. Erst eine erneute Tempoverschärfung von Contador brachte Evans in Schwierigkeiten. Da sich Contador und Rasmussen in der Folge belauerten, gelang es Leipheimer wieder zu den beiden aufzuschließen und übernahm die Tempoarbeit. Einen Kilometer vor dem Ziel setzte sich dann der Mann im Gelben Trikot wieder an die Spitze und hängte die beiden Fahrer des Team Discovery Channel ab. Im Ziel sichert sich Michael Rasmussen seinen zweiten Etappensieg mit 26 Sekunden Vorsprung auf Levi Leipheimer und 35 Sekunden Vorsprung auf Alberto Contador.
In der Gesamtwertung konnte Rasmussen durch den Sieg seinen Vorsprung auf Contador noch einmal ausbauen, der wiederum sein Weißes Trikot weiter absicherte. Die Führung in der Bergwertung übernahm der Kolumbianer Mauricio Soler, der das Gepunktete Trikot schon seit der 10. Etappe in Vertretung von Rasmussen getragen hatte. Durch den Ausstieg des Team Astana übernahm Discovery Channel wieder die Führung in der Mannschaftswertung.
Im Verlauf der Etappe war es an der Strecke auf spanischem Boden zu zwei Bombenexplosionen gekommen, zu denen sich die baskischen Terrororganisation ETA bekannte. Es wurde jedoch niemand verletzt.
Zudem gab die Tour-Organisation im Anschluss an die Etappe einen weiteren Dopingfall im Rahmen der Tour bekannt. Der Italiener Cristian Moreni von der Cofidis-Mannschaft, die am Morgen noch mit einem Streik gegen Doping demonstriert hatte, wurde nach der 11. Etappe positiv auf Testosteron-Doping getestet. Seine Mannschaft zog sich, ebenso wie Astana am Vortag, aus der Rundfahrt zurück.
Am späten Abend zog dann auch das Rabobank-Team, auf Druck des Sponsors Rabobank, mit Michael Rasmussen, dem Träger des Gelben Trikots, einen weiteren Fahrer aus dem Rennen zurück, da er im Verlauf der Rundfahrt wegen verpasster Dopingkontrollen in die Kritik geraten war und der Mannschaftsleitung gegenüber falsche Angaben über seinen Aufenthaltsort zum Training gemacht hatte.

## Aufgaben
- 127 Matthieu Sprick – während der Etappe, Bauchschmerzen
- 191 Alexander Winokurow – vor dem Start der Etappe, positiver Dopingbefund auf der 13. Etappe
- 192 Antonio Colom – vor dem Start der Etappe, Rückzug des gesamten Teams nach positivem Dopingbefund bei Winokurow
- 193 Maxim Iglinski – vor dem Start der Etappe, Rückzug des gesamten Teams nach positivem Dopingbefund bei Winokurow
- 194 Sergei Iwanow – vor dem Start der Etappe, Rückzug des gesamten Teams nach positivem Dopingbefund bei Winokurow
- 195 Andrei Kaschetschkin – vor dem Start der Etappe, Rückzug des gesamten Teams nach positivem Dopingbefund bei Winokurow
- 196 Andreas Klöden – vor dem Start der Etappe, Rückzug des gesamten Teams nach positivem Dopingbefund bei Winokurow
- 197 Daniel Navarro – vor dem Start der Etappe, Rückzug des gesamten Teams nach positivem Dopingbefund bei Winokurow
- 198 Grégory Rast – vor dem Start der Etappe, Rückzug des gesamten Teams nach positivem Dopingbefund bei Winokurow
- 199 Paolo Savoldelli – vor dem Start der Etappe, Rückzug des gesamten Teams nach positivem Dopingbefund bei Winokurow

## Zwischensprints
1. Zwischensprint in Mauléon-Licharre (Kilometer 36) (140 m ü. NN)
| Erster  | Christophe Rinero | 6 P. und 6 s |
| Zweiter | Stéphane Augé     | 4 P. und 4 s |
| Dritter | Gorka Verdugo     | 2 P. und 2 s |

2. Zwischensprint in Laurus (Kilometer 200) (536 m ü. NN)
| Erster  | Carlos Sastre  | 6 P. und 6 s |
| Zweiter | Mauricio Soler | 4 P. und 4 s |
| Dritter | Iban Mayo      | 2 P. und 2 s |

## Bergwertungen

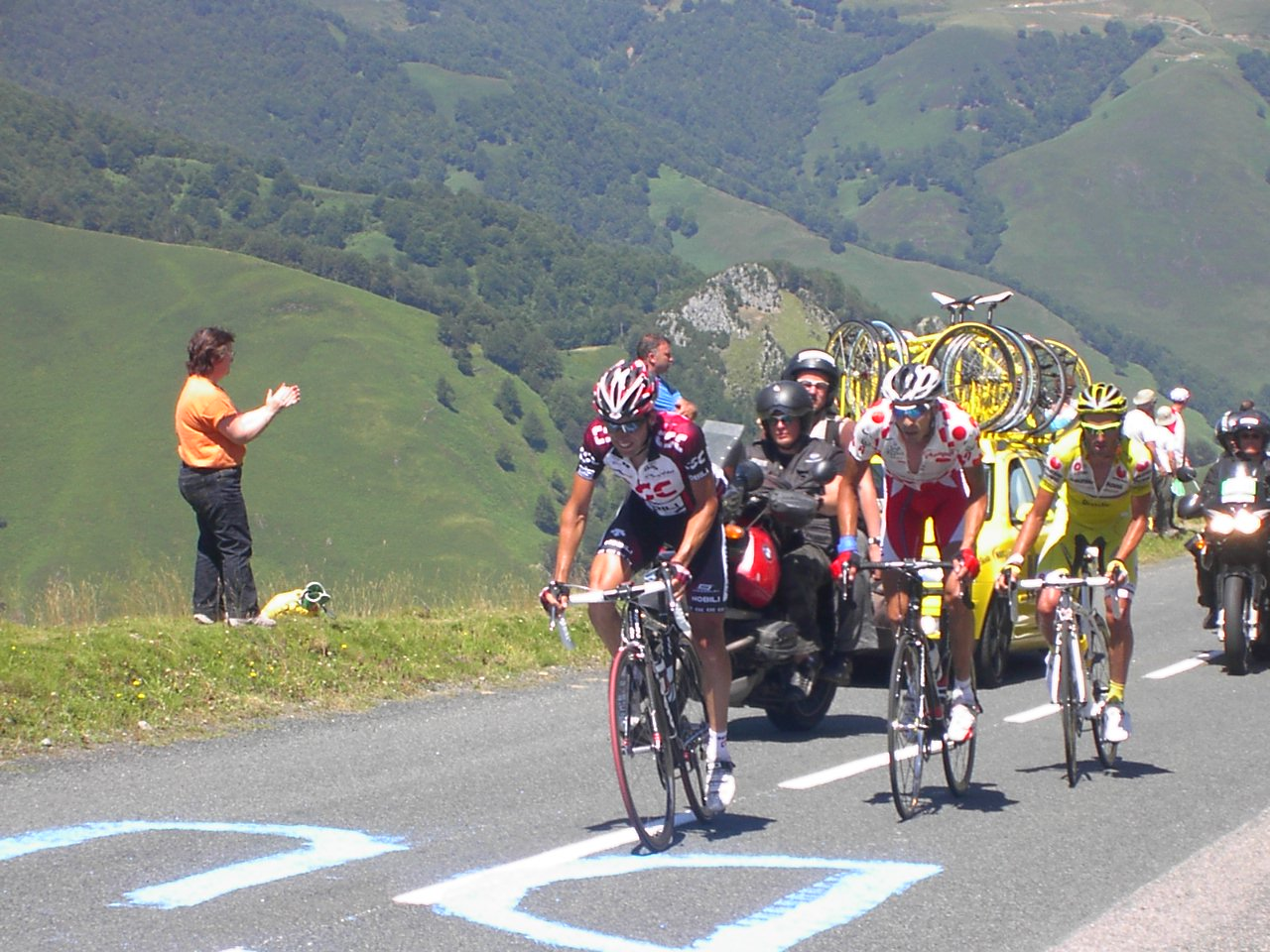
Carlos Sastre, Juan Mauricio Soler und Iban Mayo am Port de Larrau

Port de Larrau, Kategorie HC (Kilometer 79) (1573 m ü. NN; 14,7 km à 8,1 %)
| Erster   | Vicente García Acosta | 20 P. |
| Zweiter  | Gorka Verdugo         | 18 P. |
| Dritter  | Christophe Rinero     | 16 P. |
| Vierter  | Stéphane Augé         | 14 P. |
| Fünfter  | Mauricio Soler        | 12 P. |
| Sechster | Carlos Sastre         | 10 P. |
| Siebter  | Iban Mayo             | 8 P.  |
| Achter   | Michael Rasmussen     | 7 P.  |
| Neunter  | Thomas Dekker         | 6 P.  |
| Zehnter  | Alberto Contador      | 5 P.  |

Alto Laza, Kategorie 3 (Kilometer 93) (1129 m ü. NN; km à 6,8 %)
| Erster  | Vicente García Acosta | 4 P. |
| Zweiter | Gorka Verdugo         | 3 P. |
| Dritter | Stéphane Augé         | 2 P. |
| Vierter | Christophe Rinero     | 1 P. |

Col de la Pierre Saint-Martin, Kategorie 1 (Kilometer 131) (1760 m ü. NN; 14,2 km à 5,2 %)
| Erster   | Mauricio Soler        | 15 P. |
| Zweiter  | Carlos Sastre         | 13 P. |
| Dritter  | Gorka Verdugo         | 11 P. |
| Vierter  | Vicente García Acosta | 9 P.  |
| Fünfter  | Iban Mayo             | 8 P.  |
| Sechster | Stéphane Augé         | 7 P.  |
| Siebter  | Christophe Rinero     | 6 P.  |
| Achter   | Jens Voigt            | 5 P.  |

Col de Marie-Blanque, Kategorie 1 (Kilometer 180,5) (1035 m ü. NN; 9,3 km à 7,4 %)
| Erster   | Mauricio Soler        | 15 P. |
| Zweiter  | Carlos Sastre         | 13 P. |
| Dritter  | Iban Mayo             | 11 P. |
| Vierter  | Gorka Verdugo         | 9 P.  |
| Fünfter  | Vicente García Acosta | 8 P.  |
| Sechster | Michael Rasmussen     | 7 P.  |
| Siebter  | Alberto Contador      | 6 P.  |
| Achter   | Denis Menschow        | 5 P.  |

Col d’Aubisque, Kategorie HC (Kilometer 218,5) (1709 m ü. NN; 16,7 km à 7,0 %)
| Erster   | Michael Rasmussen  | 40 P. |
| Zweiter  | Levi Leipheimer    | 36 P. |
| Dritter  | Alberto Contador   | 32 P. |
| Vierter  | Cadel Evans        | 28 P. |
| Fünfter  | Mauricio Soler     | 24 P. |
| Sechster | Haimar Zubeldia    | 20 P. |
| Siebter  | Juan José Cobo     | 16 P. |
| Achter   | Carlos Sastre      | 14 P. |
| Neunter  | Óscar Pereiro      | 12 P. |
| Zehnter  | Alejandro Valverde | 10 P. |

*Die Punkte der Bergwertung werden verdoppelt, wenn der letzte Pass der Etappe der Kategorie HC, 1 oder 2 entspricht.